# Mikrogastrie - Extremitätenverkürzung
Die Mikrogastrie - Extremitätenverkürzung ist eine sehr seltene angeborene Erkrankung mit einer Kombination von Mikrogastrie und Fehlbildungen an den Gliedmaßen. Meistens ist eine Mikrogastrie mit weiteren Fehlbildungen assoziiert, während eine isolierte Mikrogastrie sehr selten ist.
Synonyme sind: englisch Microgastria-Limb Reduction Defects Association; MLRD
Die Erstbeschreibung stammt aus dem Jahre 1842 durch den Marburger Arzt H. L. F. Robert, die Definition als Syndrom von Reinhard D. Schulz und F. Niemann.

## Verbreitung
Die Häufigkeit wird mit unter 1 zu 1.000.000 angegeben, die Ursache ist nicht bekannt. Bislang wurde über weniger als 15 Betroffene berichtet, davon waren 3 Betroffene Zwillinge.
Es wird von einer Entwicklungsstörung während der 4. oder 5. Embryonalwoche ausgegangen.

## Klinische Erscheinungen
Klinische Kriterien sind:
- Manifestation im Neugeborenen- oder Kleinkindalter
- Erbrechen, Trinkverweigerung aufgrund des kleinen Magens
- Vergrößerung der Speiseröhre
- Mangelernährung
- wiederholte Atemwegsinfektionen
- Fehlbildungen der Gliedmaßen wie Fehlen des Daumens, der Ulna, der Speiche, Amelie

Hinzu können Fehlbildungen innerer Organe wie Asplenie, Malrotation, Situs ambiguus, Spaltbildungen an Kehlkopf und Luftröhre kommen.

## Diagnose
Die Diagnose ergibt sich aus der Kombination klinischer Befunde.